# Cenk İldem
Cenk İldem (Istanbul, 5 gennaio 1986) è un ex lottatore e allenatore di lotta turco, specializzato nella lotta greco-romana, vincitore della medaglia di bronzo ai Giochi olimpici estivi di Rio de Janeiro 2016 nel torneo dei pesi massimi.

## Biografia
Ha rappresentato la Turchia a tre edizioni consecutive dei Giochi olimpici estivi, da Londra 2012 a Tokyo 2020, aggiudicandosi la medaglia di bronzo a Rio de Janeiro 2016 nel torneo dei pesi massimi.
Si è ritirato dalle competizioni agonistiche all'età di trenta cinque anni, al termine della stagione 2021. In seguito è divenuto allenatore nella nazionale turca.

## Palmarès
- Giochi olimpici

Rio de Janeiro 2016: bronzo nei 98 kg.
- Mondiali

Istanbul 2013: bronzo nei 96 kg.
Tashkent 2014: bronzo nei 98 kg.
Nur-Sultan 2019: bronzo nei 97 kg.
- Europei

Baku 2010: bronzo nei 96 kg.
Tbilisi 2013: bronzo nei 96 kg.
Vantaa 2014: argento nei 98 kg.
Riga 2016: bronzo nei 98 kg.
Roma 2020: bronzo nei 97 kg.
- Giochi europei

Baku 2015: bronzo nei 98 kg.
- Giochi del Mediterraneo

Mersin 2013: argento nei 96 kg.